# Логиновка (Нижегородская область)
Ло́гиновка — деревня в Большеболдинском районе Нижегородской области. Относится к Пермеёвскому сельсовету, расположена в 7 км к юго-западу от районного центра.

## История

### Возникновение
В 1835 году половина Пушкинского имения в Болдине была куплена помещиком Васильсурского уезда Сергеем Васильевичем Зыбиным. С. В. Зыбин, вступив во владение имением, завел в Большом Болдине конный и поташный заводы, а также расселил часть болдинских крестьян в две новые деревни — Дмитриевку и Логиновку.

### Прежнее название
Другое название деревни, которое встречается в исторических документах — Елушиха. То же название носит и ручей, протекающий у деревни и впадающий в Азанку у Малого Болдина.
Название Елушиха происходит от диалектного слова елоха — ольха (ср. Елховка).

### Короленко в Логиновке
Во время голода 1892 года деревню Логиновку, среди прочих деревень Лукояновского уезда, посетил известный писатель В. Г. Короленко, оказывая благотворительную помощь голодающему населению.
Одним из последних селений уезда, где Владимиром Галактионовичем открывались «народные столовые», была деревня Логиновка. 
Бывал он в этой деревне ещё и после открытия столовой, о чем свидетельствуют строки в его записных книжках, сделанные 15 апреля: 
Был в Логиновке, где распорядился прибавить еще человек 10 и сделать две столовые. Указали 6 домов, где есть больные. У одного, Михаила Сучкова, больна жена (кажется, цингой)...
Несколько десятилетий спустя нижегородский писатель М. И. Суетнов проехал по маршруту Короленко. 
Суетнову довелось встречаться с еще оставшимися в живых людьми, свидетелями того народного бедствия, и записать их воспоминания. 
Вот что рассказал писателю Владимир Яковлевич Абрамов из деревни Логиновка: 
Ту страшную зиму логиновцы не выжили бы, но нас спас Владимир Галактионович Короленко. Всех в столовой кормил. До того был заботливым, что нередко ослабевшего мужика сам к столу вел...

## Население
| Год             | 1859 | 1895 | 1916 | 1925 | 1989 | 2002 | 2010 |
| --------------- | ---- | ---- | ---- | ---- | ---- | ---- | ---- |
| Население, чел. | 264  | 306  | 550  | 461  | 13   | 0    | 0    |
| Мужчины         | 136  | 168  | ?    | ?    | 6    | 0    | 0    |
| Женщины         | 128  | 138  | ?    | ?    | 7    | 0    | 0    |

## Современность
C 2002 года в Логиновке нет жителей, проживающих в деревне на постоянной основе.  